# Люляк (село)
 Тази статия е за селото.  За растението вижте Люляк.  
Люляк е село в Южна България. То се намира в община Стара Загора, област Стара Загора.

## География
Село Люляк се намира в планински район на около 15 km североизточно от град Стара Загора.

## История
Турското име на селото е Нове махале (Ени махле) – намирало се е в местността Кръста. Името Нова махала селото носи до началото на 50 те години, когато на общоселско събрание по предложение на Христо Кацаров, селото приема новото си име ЛЮЛЯК.

## Население
Населението на селото е около 40 души. Поминък: земеделие и животновъдство.

## Религии
Църква „Св. Параскева“. Строена е през 1912 г. Еднокорабна базилика, типов вид църква за малките села в България.

## Обществени институции
До църквата се намира сградата на общината. В нея се помещава и здравната служба. Читалище „Христо Ботев“. Строено е през 20-те години. Не действа. В миналото е имало театрални представления. Училището е построено през 1928 г. и работи до 1953 г.

## Културни и природни забележителности
Селото и неговите околности са разположени в Сърнена Средна гора. По известни местности са: Големия чукар, Седемте чучура, Милкини скали, Търси бабин трап и др., свързани с местни легенди.

## Редовни събития
Петковден (14. октомври), се празнува като традиционен селски празник.

## Личности
Известни родове: Кацаровия (Петко Колев Кацаров - учител, Христо Кацаров – поет и драматург, Георги Колев – учител, кмет), Белчеви (Руси Белчев – оперен певец).
- Христо Кацаров (1923 – 94), български поет